# Швеллер (техника)

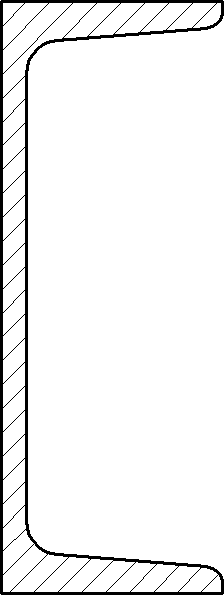
Поперечный разрез швеллера

Шве́ллер (нем. Schweller, англ. channel или [-shaped cross-section) — вид стандартного профиля конструктивных элементов, имеющий П-образное сечение, и вид фасонного металлопроката. Используют в качестве опорной конструкции в строительстве и машиностроении. Выпускают также нержавеющие швеллеры, которые устойчивы к коррозии, поэтому — более долговечны по сравнению с горячекатаными швеллерами при соизмеримой жёсткости и прочности получаемых конструкций.

## Типы швеллеров
Швеллеры по способу изготовления можно разделить на:
- стальные горячекатаные[1];
- стальные специальные (применяют в машиностроении[2] и вагоностроении[3]);
- стальные гнутые равнополочные[4];
- стальные гнутые неравнополочные[5].

Также различают швеллеры с параллельными гранями полок и с уклоном внутренних граней полок.
При производстве швеллеров изготовляют заготовки от 4 до 12 метров в длину, разделяя их на заготовки мерной длины, кратной мерной длины и немерной длины. Прокат горячекатаных швеллеров может быть осуществлён с высокой, повышенной или обычной точностью.

C параллельными гранями полок
C уклоном внутренних граней полок

## Применение
Благодаря своим высоким механическим и физическим свойствам (в особенности для цветного проката) швеллеры широко используют для:
- возведения опорных сооружений, стрел подъёмных кранов;
- вагоно-, судо- и автомобилестроения;
- строительства перекрытий (кровельных и межэтажных), каркасов, пандусов;
- изготовления окон, дверей, предметов мебели, лестниц, перил и декоративных изделий, а также при установке ограждений.